# Cattura di Gushchular e Malibeyli
La cattura di Gushchular e Malibeyli fu un incidente in cui otto civili di etnia azera furono uccisi da unità armate irregolari armene in attacchi simultanei ai villaggi di Malibeyli, Ashaghi Gushchular e Yukhari Gushchular nel distretto di Shusha dell'Azerbaigian, il 10-12 febbraio, 1992 durante la prima guerra del Nagorno Karabakh.

## Panoramica
Secondo l'associazione Memorial, i villaggi di Malibeyli e Gushchular furono attaccati da unità armate irregolari armene dove le case vennero bruciate e diversi civili furono uccisi. Entrambe le parti accusarono l'un'altra di utilizzare i villaggi come punti di raccolta strategici, coprendo le posizioni dell'artiglieria. Secondo diversi testimoni oculari, le forze di autodifesa azere si mescolarono ai civili mentre fuggivano.
I villaggi popolati azeri di Malibeyli e Gushchular (amministrativamente separati come Ashaghi Gushchular e Yukhari Gushchular) del distretto di Shusha dell'Azerbaigian si trovano negli altopiani della regione del Karabakh, vicino al centro regionale di Shusha. I villaggi avevano una popolazione di quasi 4.000 persone e condividevano la stessa amministrazione del villaggio. Come Khojaly nel 1988, Gushchular e Malibeyli ricevevano i rifugiati azeri dall'Armenia. La cifra variava da 580 a 1500. Quando iniziò il conflitto del Nagorno Karabakh, i villaggi divennero uno dei principali obiettivi delle unità armate armene. Dall'ottobre 1991, Malibeyli era completamente bloccata.
Un articolo del quotidiano Express Chronicle affermò che il 5 febbraio un elicottero distribuì volantini di avvertimento dicendo agli abitanti del villaggio che avevano due giorni per lasciare il villaggio prima che "cessasse di esistere", tuttavia, nessuna intervista ha confermato questo rapporto. Dall'ottobre 1991, i residenti furono confinati nei loro villaggi e l'unico modo per entrare o uscire era in elicottero. L'ultimo elicottero a volare nel distretto di Shusha fu abbattuto dagli armeni il 28 gennaio. A mezzanotte del 10 febbraio, le unità armate armene, secondo quanto riferito aiutate dalle truppe russe, presero d'assalto il villaggio di Malibeyli. Le donne e i bambini di Malibeyli fuggirono nel villaggio di Gushchular. Gli abitanti di entrambi i villaggi presero posizione e combatterono il nemico fino alle 9 del mattino. Tutte le strade per le vicine città di Shusha e Khojaly furono interrotte. Il villaggio più vicino era Abdal Gulbaly del distretto di Agdam e richiedeva il passaggio attraverso i villaggi controllati dagli armeni. La maggior parte degli armeni armati erano volontari provenienti da Siria, Libano, Stati Uniti e Francia.
Malibeyli e Gushchular furono attaccati da mezzi corazzati armeni e dall'artiglieria pesante dopo un assalto azero via terra su larga scala contro Stepanakert e con l'obiettivo di porre fine al bombardamento dei vicini villaggi armeni da parte delle forze azere.
Secondo l'organizzazione russa per i diritti umani Memorial, decine di civili furono uccisi dai bombardamenti durante l'espulsione della popolazione azera da due villaggi.